# 다리오 오소리오
다리오 에스테반 오소리오 오소리오 (Darío Esteban Osorio Osorio, 2004년 1월 24일 ~ )는 칠레의 축구 선수이며, 덴마크 수페르리가의 미트윌란에서 미드필더로 뛰고 있다.